# John Goodsall
John Goodsall (* 15. Februar 1953 als John Peter Goodsall in East Molesey, Grafschaft Surrey, England; † 10. November 2021 in Rochester, Minnesota, USA) war ein britisch-amerikanischer Progressive-Rock- und Jazz-Fusion-Gitarrist, der durch seine Arbeit mit Brand X, Atomic Rooster, The Fire Merchants und vielen anderen Gruppen und Einzelkünstlern einen sehr hohen Bekanntheitsgrad erreichte. Die Liste derjenigen, mit denen er zusammengearbeitet hat, liest sich wie ein Who’s Who der Rock- und Popszene.

## Leben und Karriere
Goodsall ist in Middlesex, England, geboren und hat in England, Los Angeles, Mailand und zuletzt in Minnesota gelebt. Im Alter von 7 Jahren begann er Gitarre zu spielen. Mit 15 wurde er Berufsmusiker und schloss sich Carol Grimes’ Babylon an, mit Mitgliedern von Joe Cockers Grease Band, Juicy Lucy und Jon Hisemans Colosseum. Danach ging er mit The Alan Bown Set auf Tournee und gründete, inzwischen 18 Jahre alt, in seiner Heimatstadt seine erste eigene Band, Sandoz. Beeinflusst war die Gruppe hauptsächlich von Captain Beefheart und The Grateful Dead. Goodsall nahm mit Jim Mercer (Bass) und Gary Lonsdale (Schlagzeug) mit finanzieller Unterstützung der Eltern in einem lokalen Tonstudio 3 Stücke auf, die im Januar 1995 unter dem Titel Pay Attention in einer limitierten Auflage von 350 Exemplaren als EP bei Shagrat Records erschienen sind. Colin Hill schreibt in seinen Liner Notes zur EP: „Die drei bemerkenswerten Aufnahmen, die hier zum ersten Mal präsentiert werden (jede von ihnen ist über acht Minuten lang), beweisen, dass Sandoz den meisten ihrer Zeitgenossen mindestens einen Schritt voraus waren, ihr musikalischer Hedonismus, vollgestopft mit allerlei komplexen Zeitwechseln, vertrackten Ensemble-Passagen, rasanten Instrumental-Workouts und polytonaler Counter-Rhythmik, driftet plötzlich auf spektakuläre Tangential-Trips ab.“
Zeitweise spielte auch Ric Parnell bei Sandoz, der dann aber zu Atomic Rooster wechselte. Ric Parnell war es dann auch, der John Goodsall ein Jahr später, 1972, zu Atomic Rooster holte. Für seine Zeit bei Atomic Rooster nahm Goodsall das Pseudonym Johnny Mandala an. Insgesamt 4 Jahre war Goodsall Mitglied dieser Band.
1974 spielte Goodsall mit dem Gitarristen Pete Bonas (als Pete Bonus auf zahlreichen Aufnahmen verzeichnet), dem Schlagzeuger John Dillon und dem Percussionisten und Sänger Phil Spinelli häufig in den Aufnahmestudios von Island Records (London) in Jam-Sessions zusammen. Durch Vermittlung des jungen Studio-Technikers Paul „Sheds“ Jackson bei den PSL-Studios kamen Goodsall und Bonas in Kontakt mit Percy Jones (Bass) und Robin Lumley (Keyboard). Jackson arrangierte für Jones und Lumley ein Vorspiel beim verantwortlichen A&R Manager von Island Records, Richard Williams, der den beiden schließlich anbot, bei der noch namenlosen „Island-Band“ mitzuspielen. Im Sommer 1975 kristallisierte sich aus dieser „Island-Band“ schließlich Brand X mit Phil Collins als Schlagzeuger heraus.
Noch im gleichen Jahr arbeitete Goodsall zusammen mit Robin Lumley an dem Album Peter and the Wolf, einer Pop-Adaption des Prokofjew-Klassikers Peter und der Wolf und im Folgejahr 1976 an dem Album Marscape. Beide Alben wurden von Jack Lancaster produziert.
1977 war Goodsall an der Entstehung des Albums Pleasure Signals von Wilding/Bonus beteiligt. Danny Wilding gehörte wie Pete Bonas (aka Pete Bonus) zur „Island-Band“ und gilt als Namensgeber von Brand X. Weitere Mitwirkende waren Phil Collins, Michael Shrieve und John Giblin. Das Album ist flötenorientierter Progressive Rock.
Nach der Welttournee von Brand X im Jahr 1979 (die letzte mit Phil Collins) zog Goodsall nach Los Angeles um und arbeitete als Session-Musiker und als Mitglied der Band Zoo Drive (1980–1987), zu der auch Doug Lunn, Paul Delph und Atomic Rooster-Schlagzeuger Ric Parnell gehörten. Goodsall trat auch mit Bill Bruford, Desmond Dekker & The Aces, Peter Gabriel, Bryan Adams und Toni Basil auf und/oder machte Aufnahmen mit ihnen. Im Jahr 1992 ging er mit seinen Brand X-Bandkollegen Percy Jones und Ronnie Ciago auf Tournee und begleitete den Schweizer Keyboarder Patrick Moraz.
1989 veröffentlichte Goodsall mit der neu gegründeten Formation Fire Merchants (u. a. mit Chester Thompson), der Nachfolgegruppe von Zoo Drive, das Album Fire Merchants und 1994 Landlords of Atlantis, bevor Goodsall und Percy Jones 1992 Brand X als Trio mit dem Schlagzeuger Frank Katz neu formierten. Katz spielte in Jones’ eigener Band Tunnels, mit der Goodsall auch auf deren Album Progressivity aufnahm. Diese Brand X-Besetzung veröffentlichte X-Communication und Manifest Destiny, bei denen auch der Schweizer Vibraphon-Spieler Marc Wagnon von Tunnels mitwirkte und der kalifornische Musiker und Produzent Franz Pusch Keyboards und Kompositionen beisteuerte. John Goodsall und Franz Pusch arbeiteten weiterhin hauptsächlich im Studio, zuletzt mit dem Schlagzeuger Ronnie Ciago und dem Bassisten Billy Sherwood von Yes. Pusch produzierte das selbstbetitelte Debütalbum der Fire Merchants.
Die meisten Keyboard-/Synthesizer-Sounds in den Trios Brand X und Fire Merchants wurden von Goodsalls MIDI-Gitarre erzeugt. 1997 ging Brand X als Quartett mit John Goodsall, Percy Jones, dem Keyboarder Kris Sjobring von Trancendental Medication (einem weiteren Projekt von John Goodsall) aus Los Angeles und dem Schlagzeuger Pierre Moerlen von Gong auf eine dreimonatige Tournee durch Europa und Japan. Diese Brand X-Gruppe veröffentlichte später die beiden Alben The X-Files und Missing Period. 1999 spielten sie erneut an der Westküste, unter anderem als Headliner beim Progfest im Golden Gate Park von San Francisco.
2008 spielte Goodsall live mit seiner neuen Gruppe Ghost Society. Spätere Alben, auf denen Goodsall mitarbeitete, waren z. B. Franz Puschs Only Visions, Lustig and Munter und Leon Alvarados Strangers in Strange Places. In seinen letzten Lebensjahren nahm Goodsall weiterhin an Sessions für internationale Projekte in Japan, Deutschland, England, den USA und Frankreich teil.
Goodsall war zweimal verheiratet und hatte zwei Töchter, Germaine und Natasha. Zuletzt lebte er zusammen mit seiner Lebensgefährtin Janet Keithley in Albert Lea, Minnesota. Er starb am 10. November 2021 im Alter von 68 Jahren. Als Todesursache wurde eine COVID-19-Erkrankung festgestellt. John Goodsalls Asche wurde am 20. Januar 2022 im engsten Familien- und Freundeskreis im Rahmen einer Seebestattung im Meer vor der Küste von Santa Catalina (Kalifornien) verstreut.

## Mitwirkungen (Auszüge)
Gitarren und Midi-Gitarren Liveauftritte und Aufnahmen mit Brand X, Bryan Adams, Jeff Beck, The Alan Bown Set, James Bracken, Leon Alvarado, Loughty Amao, Rod Argent, Atomic Rooster, Toni Basil, King Sunny Adés African Beats, Bill Bruford, Carol Grimes’ Babylon, Celebrity Skin, Ava Cherry, Eric Clapton, Mike Clark, Billy Cobham, Todd Cochran, Phil Collins, Paulinho da Costa, The Cruisers, Lisa Dal Bello, Desmond Dekker and The Aces, Paul Delph, Michael Des Barres, Dr. John, Mick Fleetwood, The Fire Merchants, Flea, Andy Fraser, Peter Gabriel, Roscoe Gee, Kevin Gilbert, Donni Harvey, Rupert Hine, Eddie Howell, Diana Hubbard, Billy Idol, Mark Isham, Liquid Junior, Quantum Jump, John Kay, Cheryl Ladd, Gaspar Lawal, Karen Lawrence, Long Beach Mercenaries, Tamiya Lynn, Melissa Manchester, John Martyn, Junior Marvin, Bette Midler, Patrick Moraz, Billy Preston, Franz Pusch, X-Ray Spex, Chester Thompson, Alphonso Johnson, Jan Hammer, Anthony Phillips, The Reactors, Nona Hendryx, Sylvia St. James, Jack Lancaster, Terry Reid, Katey Sagal, Sandoz, Hunt Sales, Tony Sales, Jamie Sherriff, Michael Shrieve, Jimmie Spheeris, Blue Thunder, Top Topham, Tunnels, Chuck Turners Turneround, Lee Ving, Bill Ward Band, The Weather Girls, Wilding/Bonus usw.
Goodsall wirkte auch an mehreren Filmmusiken mit, darunter No Small Affair, The Doorman, Can't Buy Me Love, North Shore, Anal Intruder 9, Wave Warriors 2, Wave Warriors 3 und Point Break.

## Diskografie

### Brand X

#### Studio
- Unorthodox Behaviour (1976)
- Moroccan Roll (1977)
- Masques (1978)
- Product (1979)
- Do They Hurt? (1980)
- Is There Anything About? (1982)
- Xcommunication (1992)
- Manifest Destiny (1997)
- Missing Period (1998)

#### Live
- Livestock (1977)
- Live at the Roxy LA (1979, released 1995)
- But Wait, There's Still more! (2017)
- Locked and Loaded (2018)

#### Kompilationen
- X-Files: A 20 Year Retrospective (1999), eine Kompilation inklusive diverser Nebenprojekte
- Timeline (2000)
- Trilogy (2003)

### Atomic Rooster
- Nice 'n' Greasy (1973)

### Bill Bruford
- Feels Good to Me (1978)

### Fire Merchants
- Fire Merchants (1989) John Goodsall/Doug Lunn/Chester Thompson
- Landlords of Atlantis (1994) John Goodsall/Doug Lunn/Toss Panos

### Long Beach Mercenaries
- Greasy Fingers (2000)

### Tamiya Lynn
- Tamiya Lynn (1992)

### Franz Pusch
- Only Visions (2010)
- Lustig and Munter (2016)

### Leon Alvarado
- Strangers in Strange Places (2011)

### Cymbalic Encounters
- Cymbalic Encounters (2012)
- Exploration of the Southern Constellation (2015)

## Session Arbeit mit Zoo Drive
- Lifetimes – Diana Hubbard (1979)
- I'm Only Human – Michael Des Barres (1980)
- Drastic Measures – Lisa Dalbello (1981)
- Streetcar Named Desire – Ava Cherry (1981)
- Targets – Jamie Sherriff (1982)
- Word of Mouth – Toni Basil (1982) mit der Hit-Single Mickey
- Spheeris – Jimmie Spheeris (1984)
- Tamiya Lynn – Tamiya Lynn (1992)
- A God That Can Dance – Paul Delph (1996)